# Arroyo Palomas Grande
Der Arroyo Palomas Grande ist ein Fluss in Uruguay.
Er entspringt auf dem Gebiet des Departamento Salto einige Kilometer südsüdwestlich von Saucedo bzw. südöstlich von Palomas in der Cuchilla del Daymán. Von dort verläuft er in überwiegend nördlicher bis nordwestlicher Richtung, wobei er Palomas westlich passiert. Er mündet schließlich als linksseitiger Nebenfluss in den Unterlauf des Río Arapey wenige Kilometer vor dessen Mündung in den Río Uruguay.